# 181920
181920 – pierwsza kompilacja najlepszych utworów japońskiej piosenkarki Namie Amuro. Została wydana 28 stycznia 1998 roku w wersji CD. Album zawiera piosenki wydane w latach 1995–1997.

## Lista utworów
CD
| 1.  | Body Feels Exit                                                                      | 4:22  |
|     |                                                                                      |       |
| 2.  | TRY ME ~Watashi o shinjite~ (TRY ME～私を信じて～) (Namie Amuro with Super Monkey’s) | 3:57  |
|     |                                                                                      |       |
| 3.  | Chase the Chance                                                                     | 4:31  |
|     |                                                                                      |       |
| 4.  | Taiyō no SEASON (太陽のSEASON)                                                       | 3:30  |
|     |                                                                                      |       |
| 5.  | You’re my sunshine                                                                   | 5:46  |
|     |                                                                                      |       |
| 6.  | How to be a Girl                                                                     | 4:26  |
|     |                                                                                      |       |
| 7.  | SWEET 19 BLUES                                                                       | 5:36  |
|     |                                                                                      |       |
| 8.  | Dreaming I was dreaming                                                              | 5:10  |
|     |                                                                                      |       |
| 9.  | Stop the music                                                                       | 3:37  |
|     |                                                                                      |       |
| 10. | a walk in the park                                                                   | 5:38  |
|     |                                                                                      |       |
| 11. | Don’t wanna cry                                                                      | 5:39  |
|     |                                                                                      |       |
| 12. | CAN YOU CELEBRATE?                                                                   | 6:21  |
|     |                                                                                      |       |
|     |                                                                                      | 58:33 |
|     |                                                                                      |       |
DVD 181920 & films
| 1. | Body Feels Exit (Teledysk)         |  |
|    |                                    |  |
| 2. | Chase the Chance (Teledysk)        |  |
|    |                                    |  |
| 3. | Don’t wanna cry (Teledysk)         |  |
|    |                                    |  |
| 4. | You’re my sunshine (Teledysk)      |  |
|    |                                    |  |
| 5. | a walk in the park (Teledysk)      |  |
|    |                                    |  |
| 6. | CAN YOU CELEBRATE? (Teledysk)      |  |
|    |                                    |  |
| 7. | How to be a Girl (Teledysk)        |  |
|    |                                    |  |
| 8. | Dreaming I was dreaming (Teledysk) |  |
|    |                                    |  |
DVD 181920 films & filmography
| 1.  | Body Feels Exit (Teledysk)              |  |
|     |                                         |  |
| 2.  | Chase the Chance (Teledysk)             |  |
|     |                                         |  |
| 3.  | Don’t wanna cry (Teledysk)              |  |
|     |                                         |  |
| 4.  | You’re my sunshine (Teledysk)           |  |
|     |                                         |  |
| 5.  | a walk in the park (Teledysk)           |  |
|     |                                         |  |
| 6.  | CAN YOU CELEBRATE? (Teledysk)           |  |
|     |                                         |  |
| 7.  | How to be a Girl (Teledysk)             |  |
|     |                                         |  |
| 8.  | Dreaming I was dreaming (Teledysk)      |  |
|     |                                         |  |
| 9.  | I HAVE NEVER SEEN (Teledysk)            |  |
|     |                                         |  |
| 10. | RESPECT the POWER OF LOVE (Teledysk)    |  |
|     |                                         |  |
| 11. | SOMETHING 'BOUT THE KISS (Teledysk)     |  |
|     |                                         |  |
| 12. | LOVE 2000 (Teledysk)                    |  |
|     |                                         |  |
| 13. | NEVER END (Teledysk)                    |  |
|     |                                         |  |
| 14. | PLEASE SMILE AGAIN (Teledysk)           |  |
|     |                                         |  |
| 15. | think of me (Teledysk)                  |  |
|     | Bonus                                   |  |
| 16. | think of me-non edit version (Teledysk) |  |
|     |                                         |  |

## Oricon
| Diagram                                                    | Pozycja |
| ---------------------------------------------------------- | ------- |
| Dzienny diagram Oricon (w pierwszym dniu sprzedaży)        | #1      |
| Tygodniowy diagram Oricon (w pierwszym tygodniu sprzedaży) | #1      |
| Miesięczny diagram Oricon (w pierwszym miesiącu sprzedaży) | #1      |
| Roczny diagram Oricon                                      | #11     |

### Pozycje wykresu Oricon
Album 181920 osiągnął 1. miejsce na dziennym, cotygodniowym i miesięcznym wykresie Oriconu. Sprzedano 1 677 420 egzemplarzy. W 1998 roku, stał się numerem #11 albumu roku.

## Ciekawostki
Album obejmuje dwanaście singli, które zostały wydane przed jej macierzyńską przerwą w 1998 roku.
Tytuł albumu wynika z faktu, że jego materiał obejmuje trzy lata, w których Namie nagrywała i wykonywała te utwory, w wieku 18 lat, 19 lat i 20 lat.
- 1 lipca 1998 r. Został wydany „181920 films” na VHS i LD
- 27 września 2000 roku wyszło DVD „181920 films”
- 13 marca 2002 r. Zostało wydane DVD „181920 Films + Filmography”
- 28 stycznia 2004 r. Zostao wydane DVD „181920” w wersji [DVD AUDIO]
- 31 marca 2004 został wydany album CD+DVD „181920 films”
- 1 marca 2006 roku zostało wydane DVD „181920 films & filmography” [Limited Low-priced Edition]
- 16 września 2012 r. Został wydany album 181920 [Limited Release][5]